# Arthur Suhle
Arthur Suhle (* 21. Mai 1898 in Berlin; † 14. Februar 1974 ebenda) war ein deutscher Numismatiker. Sein Schwerpunkt lag auf dem Gebiet der Numismatik des Mittelalters, daneben der Neuzeit und der Medaillen.
Arthur Suhle wurde 1921 an der Universität Berlin promoviert. Seit 1921 war er zunächst als wissenschaftlicher Hilfsarbeiter am Münzkabinett Berlin tätig, 1922 wurde er zum Kustos ernannt, 1928 zum Professor. Nach dem Tode von Kurt Regling war Suhle von 1935 bis 1945 kommissarischer Leiter des Münzkabinetts, von 1945 bis zu seinem Ruhestand 1973 war er dessen Direktor. Daneben lehrte er von 1946 bis 1962 als Professor an der Humboldt-Universität. 1957 erhielt er den Huntington Medal Award.

## Schriften
Siehe Lore Börner: Verzeichnis der Schriften von Arthur Suhle. In Forschungen und Berichte. Band 11, 1968, S. 19–33 (coingallery.de, Digitalisat).
- Die Besetzung der deutschen Bistümer unter Papst Johann XXII. (1316–1334). Dissertation Berlin vom 15. März 1921 (maschinenschriftlich; Auszug in: Jahrbuch der Dissertationen der Philosophischen Fakultät Berlin 1920–21, S. 118–121).
- Die deutschen Münzen des Mittelalters. Verlag für Kunstwissenschaft, Berlin 1936.
- Münzbilder der Hohenstaufenzeit. Meisterwerke romanischer Kleinkunst. Hiersemann, Leipzig 1938.
- Die deutsche Renaissance-Medaille. Ein Kulturbild aus der ersten Hälfte des 16. Jahrhunderts. Seemann, Leipzig 1950.
- Das Münzwesen Magdeburgs unter Erzbischof Wichmann 1152–1192 (= Magdeburger Forschungen. 1). Rat der Stadt Magdeburg – Abteilung Kunst und Literatur, Magdeburg 1950.
- Deutsche Münz- und Geldgeschichte von den Anfängen bis zum 15. Jahrhundert. Deutscher Verlag der Wissenschaften, Berlin 1955.
- Hohenstaufenzeit im Münzbild. Hirmer, München 1963.
- Mittelalterliche Brakteaten (= Insel-Bücherei. 447). Insel-Verlag, Leipzig 1965.
- Die Münze. Von den Anfängen bis zur europäischen Neuzeit. Koehler & Amelang, Leipzig 1969.